# Forn de Parpers
El Forn de Parpers es troba al Parc de la Serralada Litoral, concretament a Argentona (el Maresme).
Aquest forn és considerablement més gran que la resta de forns localitzats al Parc (el Forn del Turó del Bon Jesús, els Forns de Can Blanc i el Forn de Can Boquet), però la densa vegetació que l'envolta impedeix veure'n gaires detalls. És ubicat a la carretera C-1415c, d'Argentona a la Roca del Vallès, PK 8,3. A la dreta sortint d'Argentona, entre el Pont de l'Espinal i el camí que puja paral·lel al Torrent de l'Espinal cap a la urbanització Sant Carles. Coordenades: x=448317 y=4604289 z=206.